# Szelegilin
A Levo-szelegilin (Jumex) egy irreverzibilis relatíve (kisdózisban 20–30 mg ig) szelektiv MAO-B gátló Parkinson-kór elleni gyógyszer, melyet eredetileg antidepresszánsnak fejlesztett kifejlesztője. A vegyület a magyar gyógyszerkutatás sikertörténete, ugyanis a szelegilint, ami az első MAO-B gátló vegyület, Knoll József és munkatársai fejlesztették ki a fenelzin és tranilcipromin amfetamin-feniletilamin alapú mao-gátlók ötletei alapján. 1966 óta több, mint 3500 cikk jelent meg a szelegilinről. A világ számos országában, az USA-ban is törzskönyvezve van.
A VIII. Magyar Gyógyszerkönyvben Selegilini hydrochloridum    néven hivatalos.  

## Indikáció
A Parkinson-kór korai szakaszában késlelteti a levodopa-kezelés bevezetésének időpontját. Levodopa mellett adjuváns hatású. Ezenkívül javasolható még Alzheimer-kórban és Alzheimer típusú időskori demencia enyhe és közepes fokú stádiumában, illetve depressziós kórképekben.  Az USA-ban transzdermális tapasz formájában is elérhető.).

Néhány cikk arról is beszámol, hogy a szelegilin hatásos cigaretta, marihuána leszoktatásban is.

## Hatásmechanizmus
A szelegilin irreverzibilisen gátolja a monoamin-oxidáz (MAO) működését. A MAO intracelluláris enzim, a mitokondriumok külső membránján található. A szelegilin a MAO ún. „öngyilkos” szubsztrátja, az enzimreakció során az enzim aktív csoportjához és/vagy a működéséhez nélkülözhetetlen FAD kofaktorhoz kötődve irreverzibilisen bénítja az enzim működését. A MAO a szervezet számos szövetében megtalálható, különösen nagy koncentrációban fordul elő a májban, a vesében, a gyomorban, a bélfalban és az agyban.
A MAO-enzimeknek jelenleg két alcsoportja ismert: az A és a B típusok szubsztrát-specificitásukban és szöveti eloszlásukban különböznek. Az emberi szervezetben a bélfal zömmel A típusú, az agy B típusú MAO enzimet tartalmaz. A két enzim-szubsztrát specificitása is különböző. A MAO-A elsősorban a szerotonint, a noradrenalint és az adrenalint, a MAO-B pedig a feniletilamint bontja. A dopamint és a tiramint mindkét enzim metabolizálja.
Tekintve, hogy a szelegilin nagyobb affinitással kötődik a döntően az agyban található MAO-B izoenzimhez, mint az A típusú enzimhez, terápiás adagban szelektív MAO-B gátlószerként alkalmazható. Mivel nem gátolja más monoaminok metabolizmusát, így alkalmazása mellett nem jön létre hypertoniás reakció („sajteffektus”) és ennek következtében a szelegilinnel kezelt betegek a kóros mértékű vérnyomáskiugrás veszélye nélkül szedhetnek farmakológiai aktivitást hordozó aminokat tartalmazó gyógyszereket, ill. fogyaszthatnak tiramin tartalmú ételeket, hiszen a szelegilin nem gátolja a tápcsatornában található MAO-A működését. Ezt a feltevést a klinikai tapasztalatok is alátámasztják: szelegilinnel kezelt betegeken ezidáig nem észleltek „sajtreakciót”.
A sajtreakció összetett kórélettani folyamatok eredményeként lép fel. Ennek megfelelően feltételezik, hogy a szelegilin nem csupán a MAO-B enzim szelektív gátlásával, hanem más módokon is akadályozza az adrenerg neuronokban tárolt noradrenalin, tiramin és más indirekt szimpathomimeticumok hatására bekövetkező felszabadulását. A MAO-B enzim gátlásán kívül további farmakológiai hatásokat is kifejthet a szelegilin, azaz valamilyen más módokon is fokozhatja a dopaminerg aktivitást, pl. gátolhatja a dopamin újrafelvételét a szinapszisokban.
Az is elképzelhető, hogy a szelegilin terápiás hatásai metabolitjainak köszönhetők. Három legfontosabb metabolitja közül kettő, az amfetamin és a metamfetamin sajátos farmakológiai hatásokat fejtenek ki. Nevezetesen, gátolják a biogén aminok újrafelvételét a neuronokba és serkentik bizonyos neurotranszmitterek (pl. noradrenalin, dopamin, szerotonin) felszabadulását. Nem ismert, hogy a három legfontosabb metabolit hatásai milyen mértékben járulnak hozzá a szelegilin terápiás hatásához.
A Parkinson-kór számos jellegzetes tünete a corpus striatum dopaminszintjének csökkenéséből ered. Ezt a változást a középagyi feketeállományban eredő és a basalis ganglionokban és a corpus striatumban végződő dopaminerg neuronok progresszív degenerációja és megfogyatkozása idézi elő. Parkinson-kór korai szakában – rendszerint a dopamin perifériás lebontását gátló DOPA-dekarboxiláz inhibitorral(en) (karbidopa) együtt adott – levodopa bevitelével ellensúlyozható a dopaminerg neuronok dopamin termelésének csökkenése. A betegség súlyosbodásával és/vagy a hosszútávú kezelés során idővel csökken az exogén levodopa hatáserőssége és megváltozik a terápiás hatás jellege. Több évig tartó kezelés után csökken a levodopa alkalmazott dózisának hatástartama, kiszámíthatatlanná válik a gyógyszerhatás kialakulása és megszűnése („megkopik” a terápiás hatás), és gyakran jelentkeznek mellékhatások (pl. dyskinesia, akinesia, on-off jelenség, „lefagyás” stb.).
A Parkinson-kór patológiai alapja az agy egyik területének, a nigro-striatalis dopaminerg neuronok, funkciójának csökkenése. A funkció kiesés miatt a központi idegrendszerben dopamin hiány, és kolinerg túlsúly jön létre. A MAO (monoamin-oxidáz) enzim a katekolaminokat, így a dopamint is a megfelelő aldehidjeikké oxidálja, lebontja őket. Az enzim két izoformában létezik. A szelegilin a MAO-B bénítása révén, a dopamin lebontásának akadályozásával, növeli a dopaminerg tónust. Levodopával együtt adva magas dopaminkoncentrációt biztosít a nigro-striatalis régióban.Fokozza a levodopa hatását, ezáltal csökkenti a szükséges levodopa adagot, lerövidíti a kedvező hatás kialakulásának latencia idejét, megnyújtja a hatástartamot.
A vegyület kedvező hatása csak részben magyarázható az enzimgátlással. Hozzájárul a dopaminfelszabadító és uptake-gátló hatása is. E tekintetben metabolitjai (lásd farmakokinetikai tulajdonságok) hatékonyabbak. Vizsgálatok szerint a szelegilin jelentős neuroprotektív hatással is rendelkezik, mivel gátolja a hidrogén-peroxid termelődését, antioxidáns.
Nem ismert, hogy a szelegilin önmagában adva is hatásos-e; mindenesetre, a Parkinson-kóros betegeken korábban végzett klinikai vizsgálatok során monoterápiában alkalmazott nemszelektív MAO-inhibitiorok hatástalannak bizonyultak. Azt sem szabad feledni, hogy a levodopa és a jelenleg kapható nemszelektív MAO-gátlók kombinációinak terápiás alkalmazását a kezelés számtalan mellékhatása (pl. hypertonia, akaratlan mozgások és toxikus delirium) miatt adták fel.
Az Alzheimer-kór és az Alzheimer típusú időskori dementia (SDAT) idiopathiás eredetű degenerativ folyamat, melynek kialakulásában szerepet játszik a kolinerg rendszer aktivitásának csökkentése, a corticalis és subcorticalis MAO-rendszer aktivitásának fokozódása. Egyre több adat támasztja alá, hogy a kognitiv folyamatokban a katekolaminerg rendszernek alapvető szerepe van. A MAO-B gátlásával a dopaminszint emelkedik, a megnövekedett dopaminkoncentráció hatására a kognitiv funkciók romlása lassul.

## Mellékhatások
A szelegilin monoterápiában jól alkalmazható, míg levodopábal kombinálva a levodopa mellékhatásai csökkennek. Monoterápiaként előfordulhatnak általános tünetek: fejfájás, gyomor-bélrendszeri panaszok, hányinger, hányás. Bőrreakciók, hangulatváltozás, álmosság, enyhe májenzim emelkedés.

## Farmakokinetikai tulajdonságok
Per os alkalmazva jól felszívódik, gyorsan eloszlik és metabolizálódik. Fő metabolitok és felezési idejük Levo-metamfetamin 20,5 óra, Levo-amfetamin 17,7 óra, N-dezmetilszelegilin 2 óra. A kiválasztás vesén keresztül történik. A bevitt mennyiség 73%-a 72 órán belül választódik ki a vizeletbe. Az irreverzibilis MAO-B gátlás miatt a klinikai hatás nem függ az eliminációs időtől, ezért napi egyszeri adagban is alkalmazható.

## Védjegyzettnevű készítmények
- Cognitiv
- Jumex
- külföldön: EMSAM transzdermális patch depresszió elleni antidepresszáns.